# GMT Games
GMT Games LLC är ett amerikanskt spelföretag som främst ger ut konfliktspel.
Företaget grundades 1990 i Hanford, Kalifornien och namnet är komponerat av begynnelsebokstäverna i grundarnas förnamn; Gene Billingsley, Mike Crane och Terry Shrum. Sedan 1992 publiceras även tidskriften och husorganet C3i Magazine. Flera av spelföretaget Avalon Hills medarbetare, bland andra redaktören Don Greenwood och designern Mark Herman, gick över till GMT efter att Avalon Hill köptes av Hasbro 1998. GMT är idag en stor producent och innovatör inom konfliktspelsbranschen. Många av företagets produkter marknadsförs med "P500-systemet", där kunderna får rösta på vilka spel som ska produceras eller reproduceras. Med detta system återkommer flera populära spel på marknaden.  Bland GMT:s produktion kan nämnas Twilight Struggle, Dominant Species, Combat Commander och Commands & Colors, vilka alla rankas högt inom spelhobbyn.